# فاک برای شما
«فاک برای شما» آلبومی از گروه موسیقی ترش متال آورکیل است که در سال ۱۹۸۷ میلادی منتشر شد.شامل یک نسخه از آهنگ ساب هیومانس است که در اوکلند، اوهایو ضبط شده بود.
نوار کاست در سال ۱۹۸۷ و باز پرداخت سی دی در سال ۱۹۹۹
با یک بروشور هنر پیشه برگشت پذیر معرفی شد.